# Суха Долина (Ульяновська область)
Суха Долина (рос. Сухая Долина) — селище в Ульяновському районі Ульяновської області Російської Федерації.
Населення становить 144 особи. Входить до складу муніципального утворення Зеленорощинське сільське поселення.

## Історія
Від 2004 року входить до складу муніципального утворення Зеленорощинське сільське поселення.

## Населення
| 2010 |
| ---- |
| 144  |